# ヤガ科
ヤガ科（Noctuidae、ヤガか、夜蛾科）は、鱗翅目（チョウ目）に属する科のひとつ。本記事で採用した分類体系については後述する。

## 形態と多様性
鱗翅目の科の中でも最大のものとされ、世界からおよそ35000種、日本からは1300種あまりが知られている。ただしこの種数は依拠する分類体系によって上下し、後述する Erebidae 科を認める体系においては、本科は Erebidae科およびシャクガ科に次ぐ三番目に大きい科となる。
成虫の形態は多様である。大きさに関しては開長が14～16mm程度のチビアツバ Luceria fletcheri のような、蛾の中では比較的小型の種から、開長が最大で280mmにもなるナンベイオオヤガ Thysania agrippina のような非常に大型の種、翅の色と模様に関しても Agarista agricola や Baorisa hieroglyphica のようにあざやかな色と模様の翅を持つ種、シロガ Chasmina candida やカラスヨトウ Amphipyra livida のように翅がほとんど単色の種、ハナムグリガ Cocytia durvilli や Eucocytia meeki のようにメタリックに輝く種、アケビコノハ Eudocima tyrannus やベニシタバ Catocala electa のように前翅と後翅の色が大きく異なるものまで、さまざま種が含まれる。
幼虫は体表に目立った毛が見られない、あるいは毛や棘がまばらに生えるいわゆるイモムシ型の種が多いが、たとえばケンモンヤガ亜科やウスベリケンモン亜科の幼虫は二次刺毛 secondary setae が発達し、毛が目立つものが多い。また、本科の一部には腹脚が退化し数を減らす傾向が見られる。鱗翅目幼虫の腹脚は最大で五対（腹部末端の腹脚である尾脚を数えない場合は四対）あるが、たとえばキマダラコヤガ亜科の幼虫は前方二対の腹脚を完全に喪失し、キンウワバ亜科やシタバガ亜科の幼虫は前方二対の腹脚を痕跡的にしか持たない傾向を有する。このような腹脚が退化傾向にある幼虫はセミルーパー（semi-looper）と呼ばれ、前方三対の腹脚が退化するシャクトリムシ（looper）と区別される。

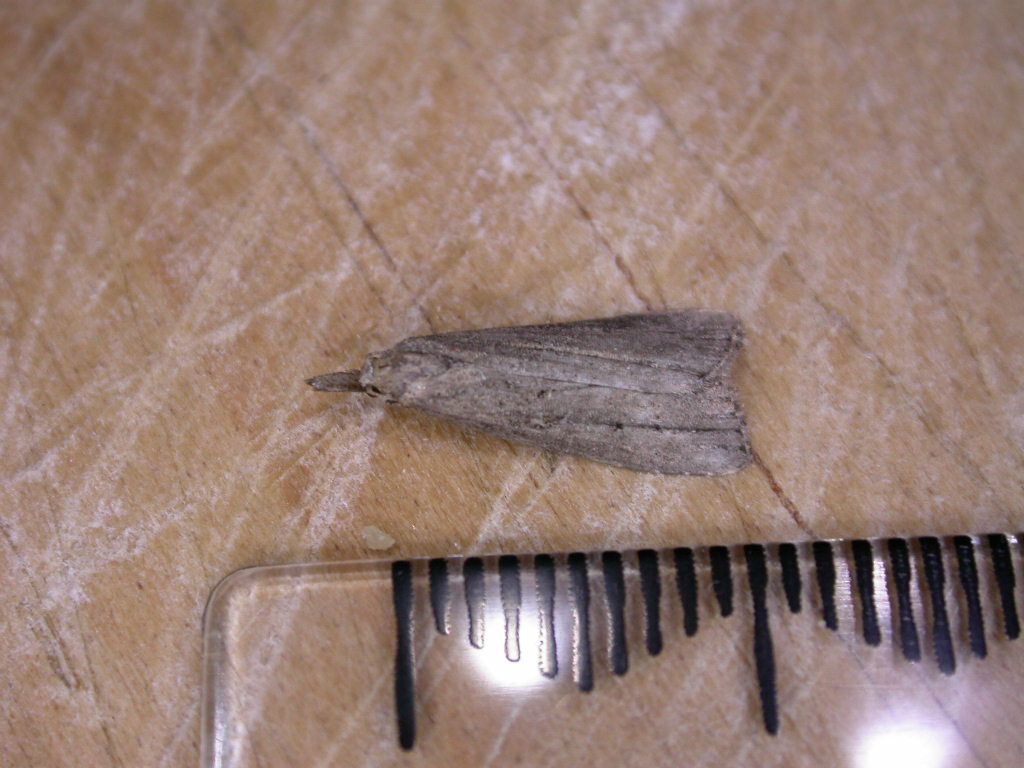
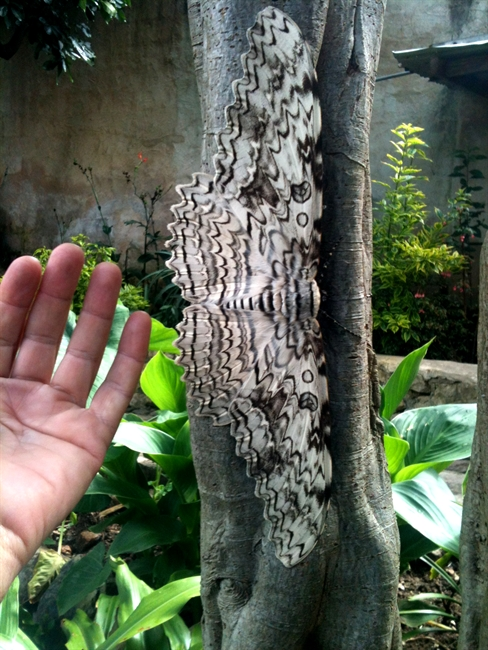
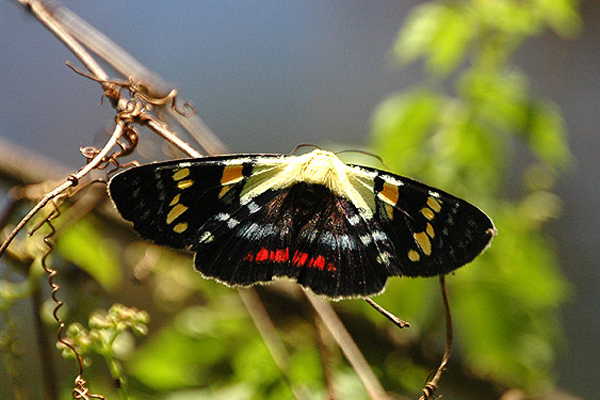
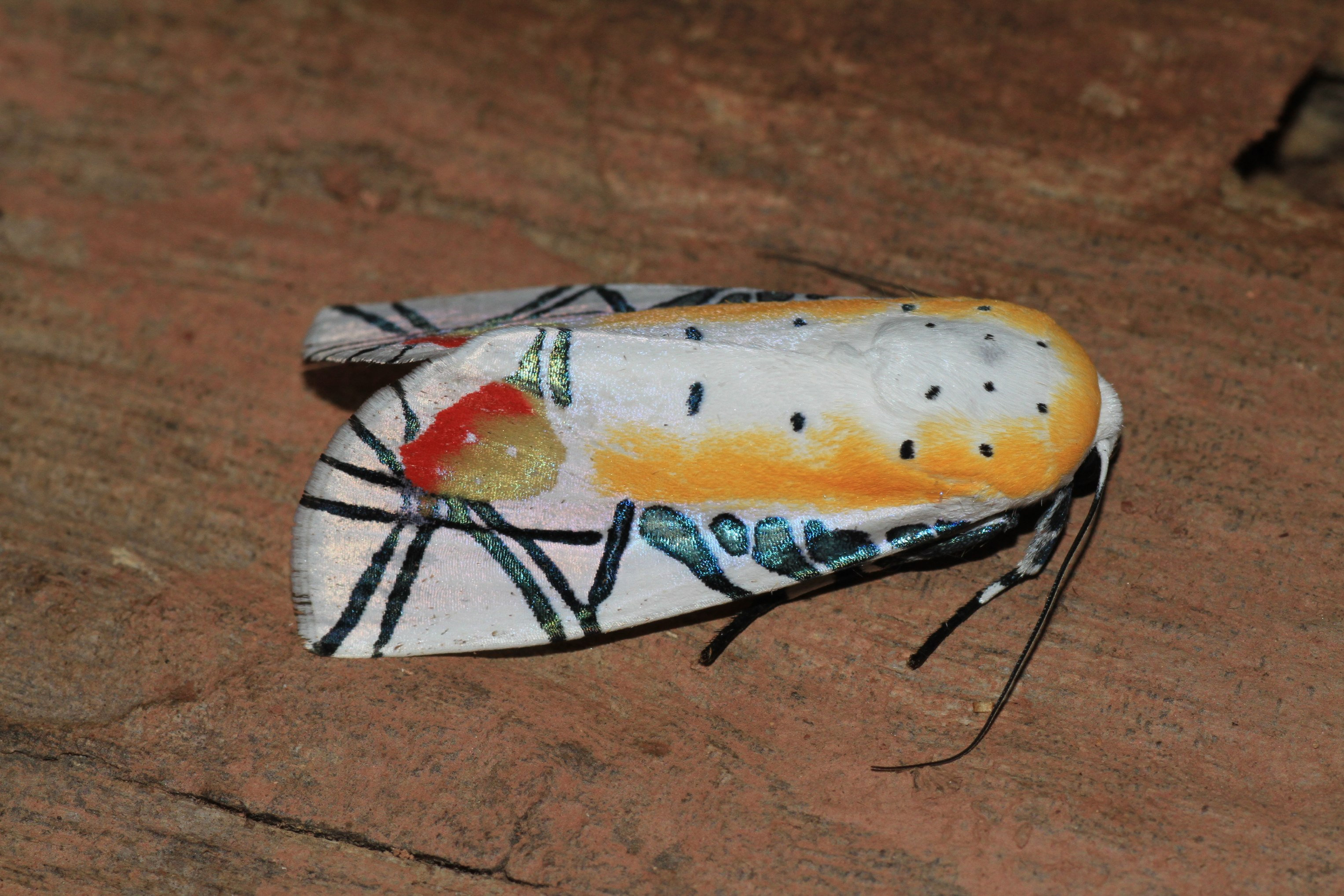
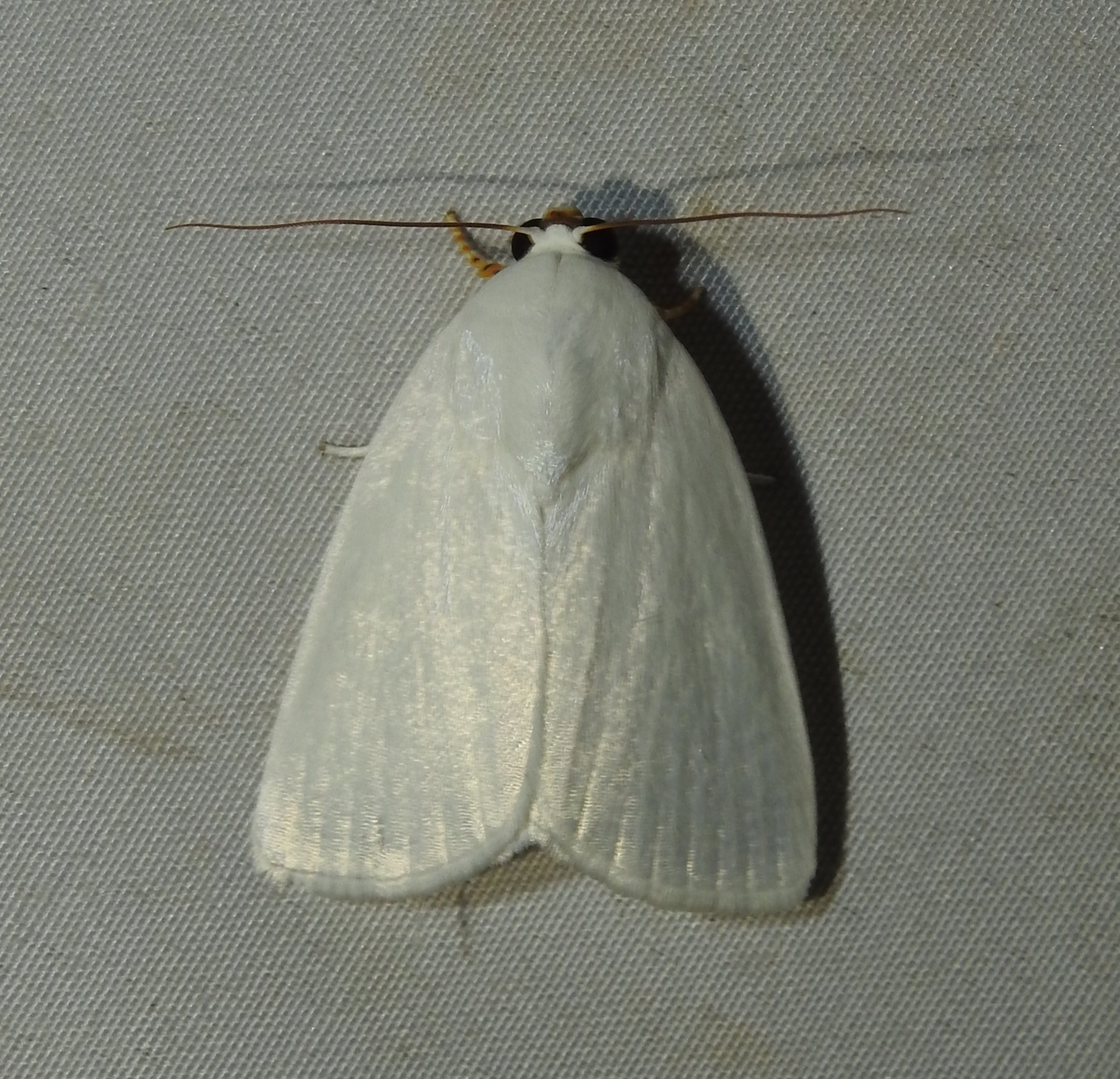
シロガ
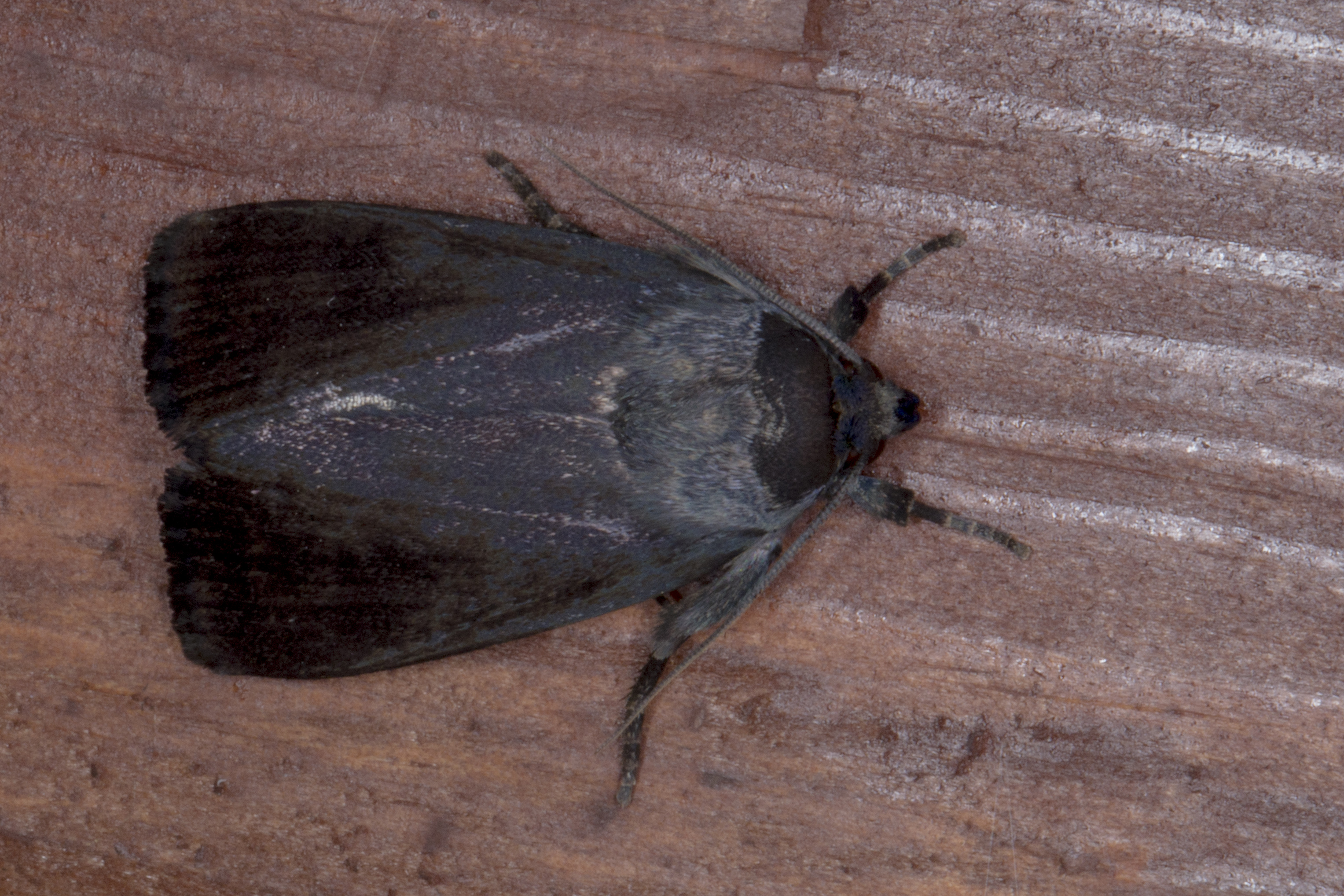
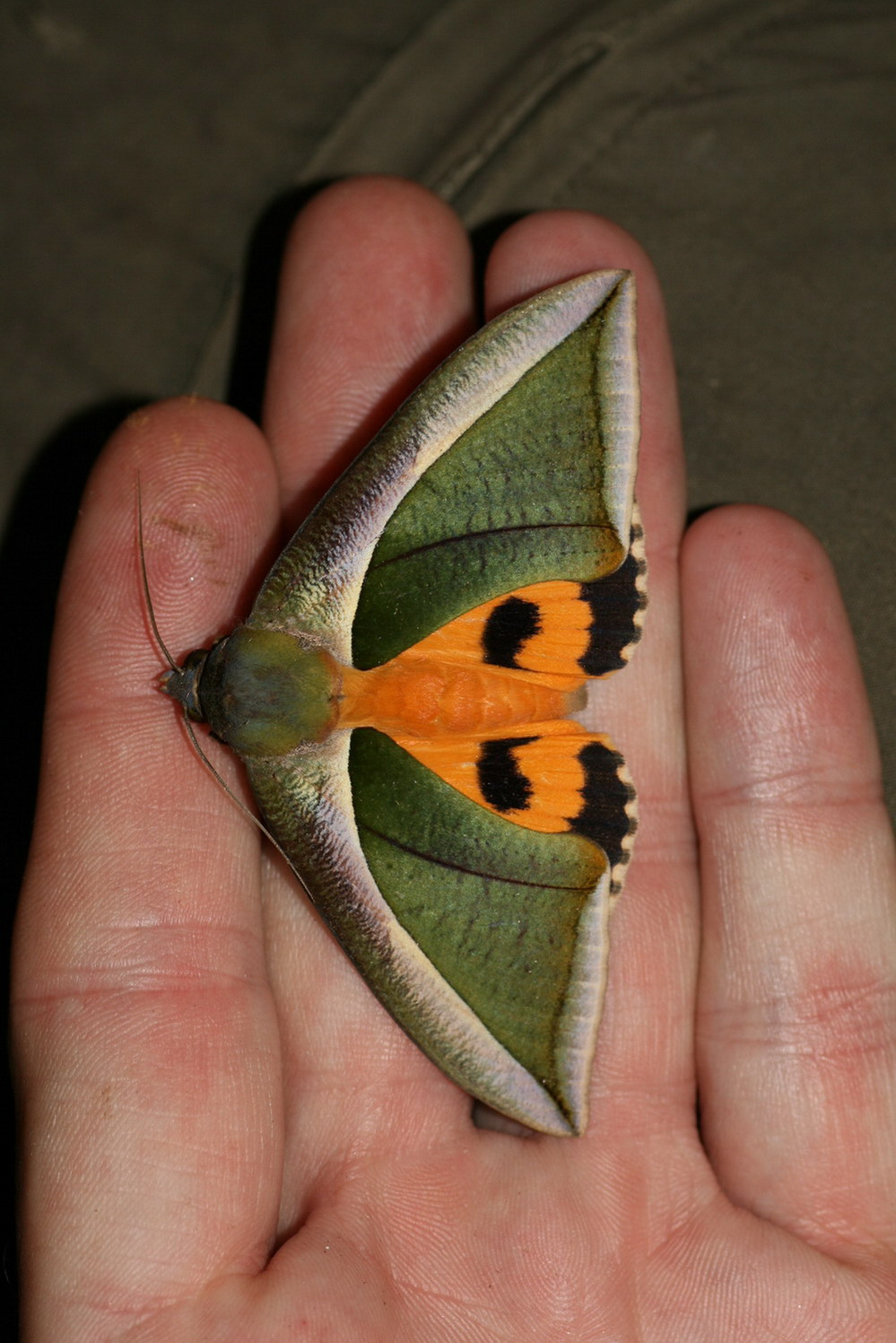
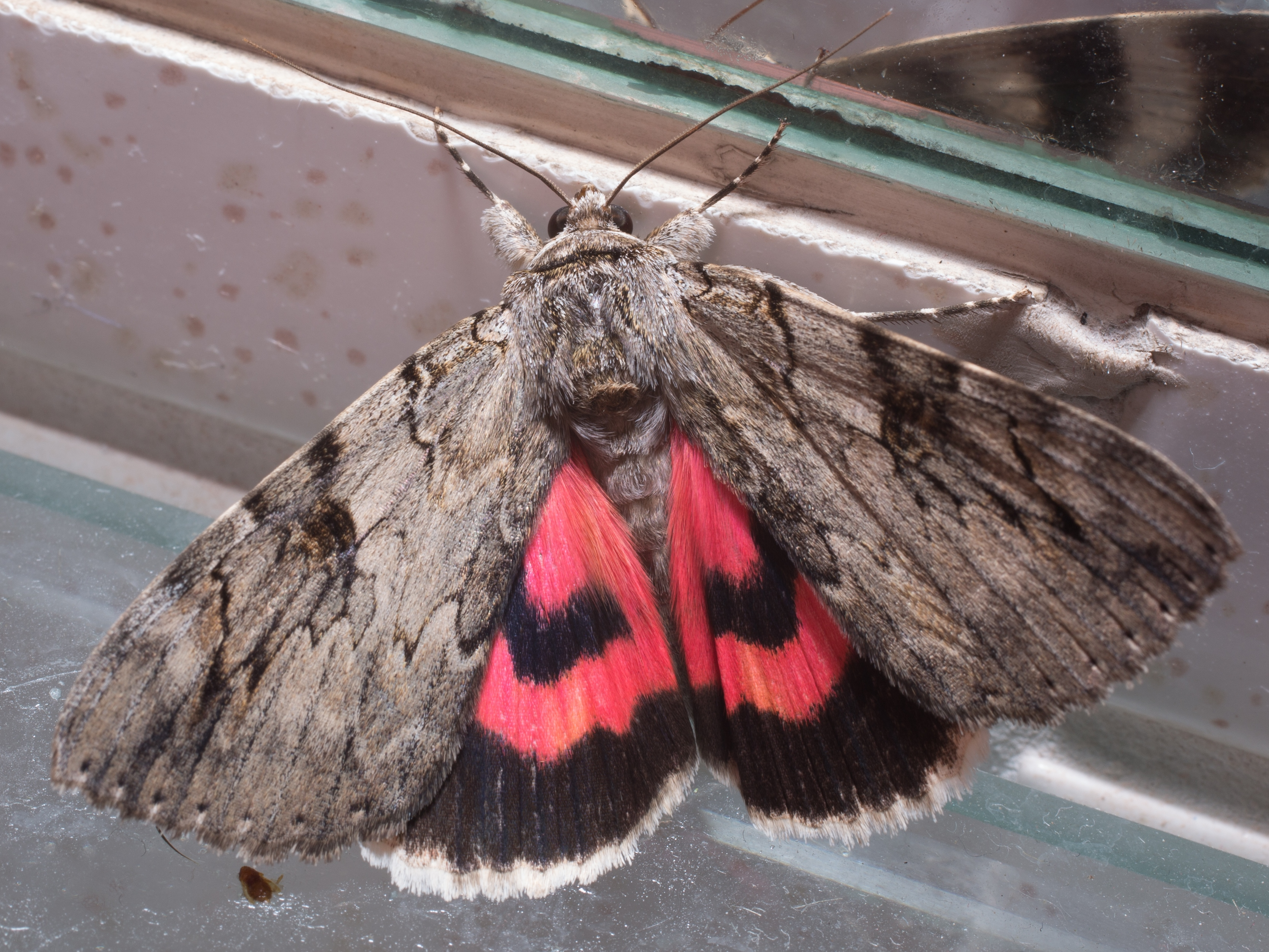

- クロスジヒメアツバ Schrankia costaestrigalis
ニュージーランド
- ナンベイオオヤガ Thysania agrippina
メキシコ
- Agarista agricola
オーストラリア
- Baorisa hieroglyphica
マレーシア
- シロガ Chasmina candida
インド
- カラスヨトウ Amphipyra livida
ポーランド
- キマエコノハ Eudocima salaminia
マレーシア
- ベニシタバ Catocala electa
オーストリア

## 生態
幼虫は植物を食べて発育する植食性昆虫である。食草として利用する植物の範囲が非常に広いハスモンヨトウ Spodoptera litura のような広食性の種から、限られた種の植物しか食べない狭食性・単食性の種までさまざまである。鱗翅目においては幼虫が同種他個体を摂食する共食い行動が観察されることがあるが本科も例外ではなく、たとえばオオタバコガ Helicoverpa armigera の四齢幼虫を対象にした野外飼育実験において共食いによる死亡が全死亡率の約40％にも及んだ例がある。
成虫は花蜜や樹液、果汁などを吸汁する。こちらも種や分類群によって餌とする対象が異なる傾向があると考えられる。また、吸蜜を行う蛾は花粉を媒介する送粉者としてふるまい得るため、植物種と蛾の分類群（本科を含む）との間に相関関係が存在し、特異性が生じる可能性が示唆されるが、いずれも野外における夜間の採餌行動の観察の困難さと種数の多さによって研究はあまり進んでいない。
哺乳類の汗や涙を吸汁する行動は本科を含む鱗翅目の複数のグループにおける観察例があるが、哺乳類からの吸血および鳥類からの涙の吸汁を行うことが知られているのは現在エグリバ亜科とEulepidotinae亜科に属する種のみである。動物の体液を吸汁するこれらの行動は雄成虫のみに見られ、花蜜などからは摂取しにくいナトリウムを摂取し雄の繁殖成功率を高めるためのものである可能性が示唆されているが、特に現状本科にのみ特異的に観察されている後者の行動に関しては観察が困難なこともあり解明が進んでいない。
成虫は夜行性の種が多いが、ツメクサガ Heliothis maritima のように昼にも活動する種も知られる。化性や季節消長も種によって異なり、中には、6月頃に羽化するが翌春まで活動しないという一風変わった季節消長で知られるプライヤキリバ Goniocraspidum pryeri などの例もある。

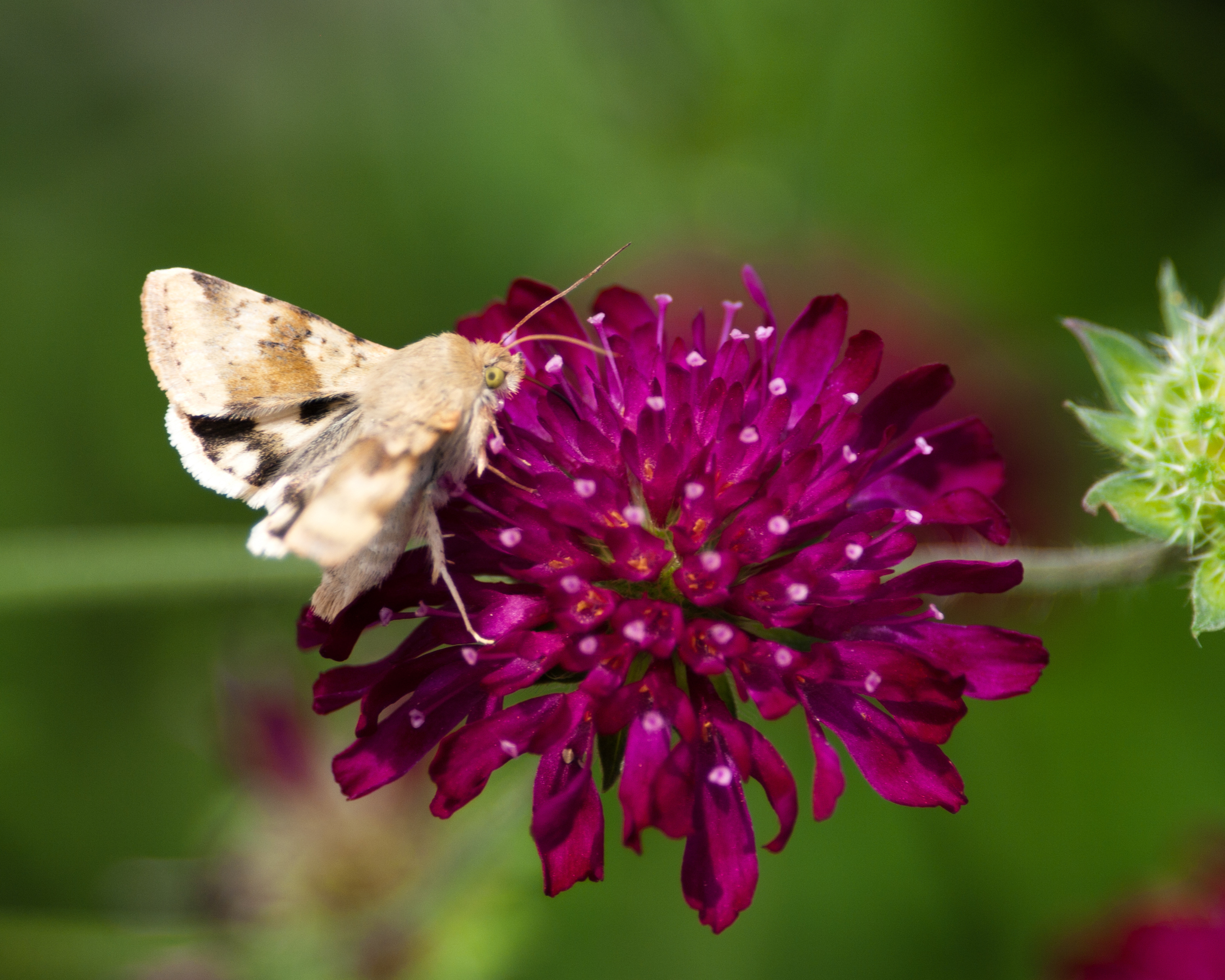
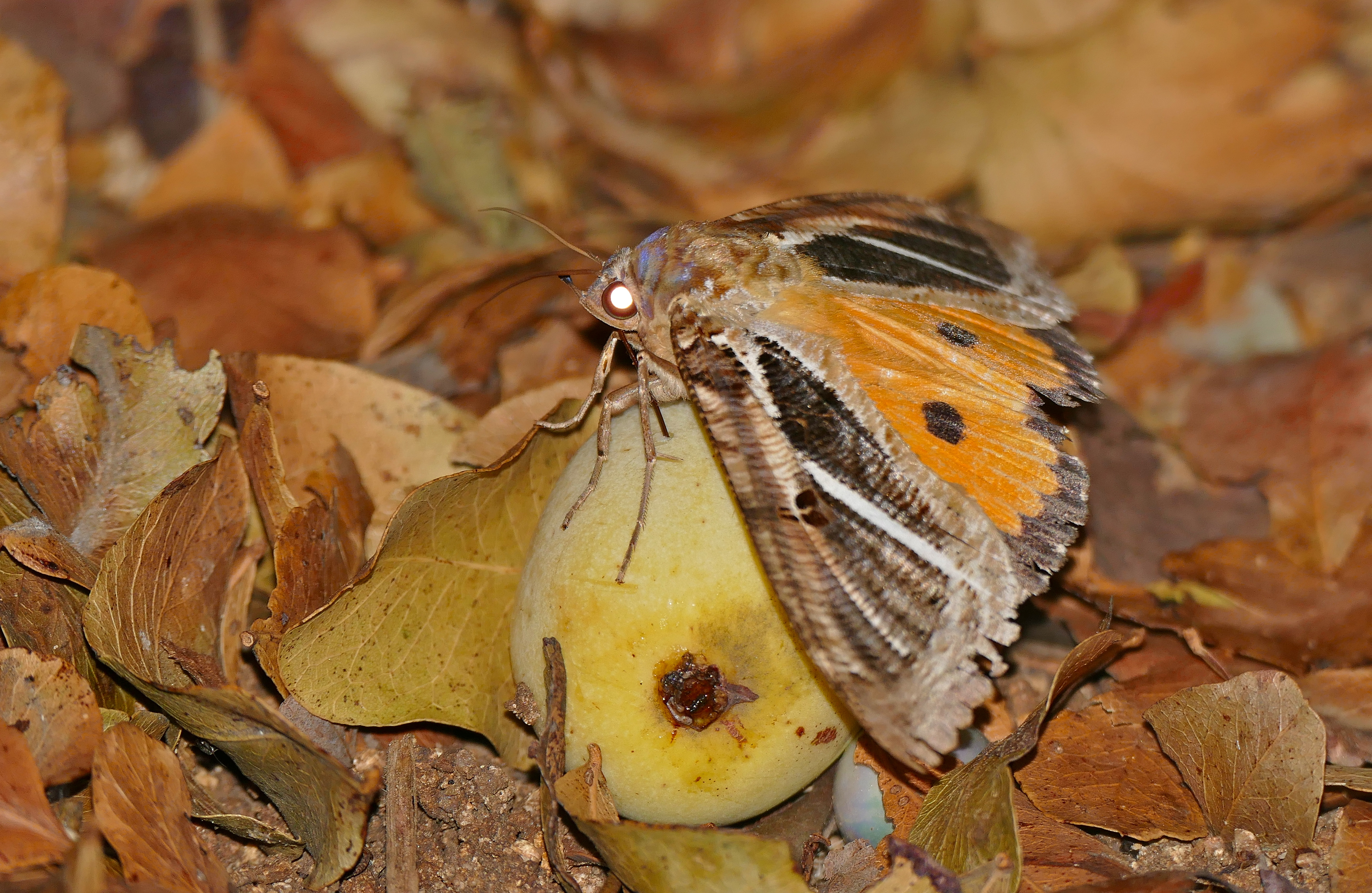
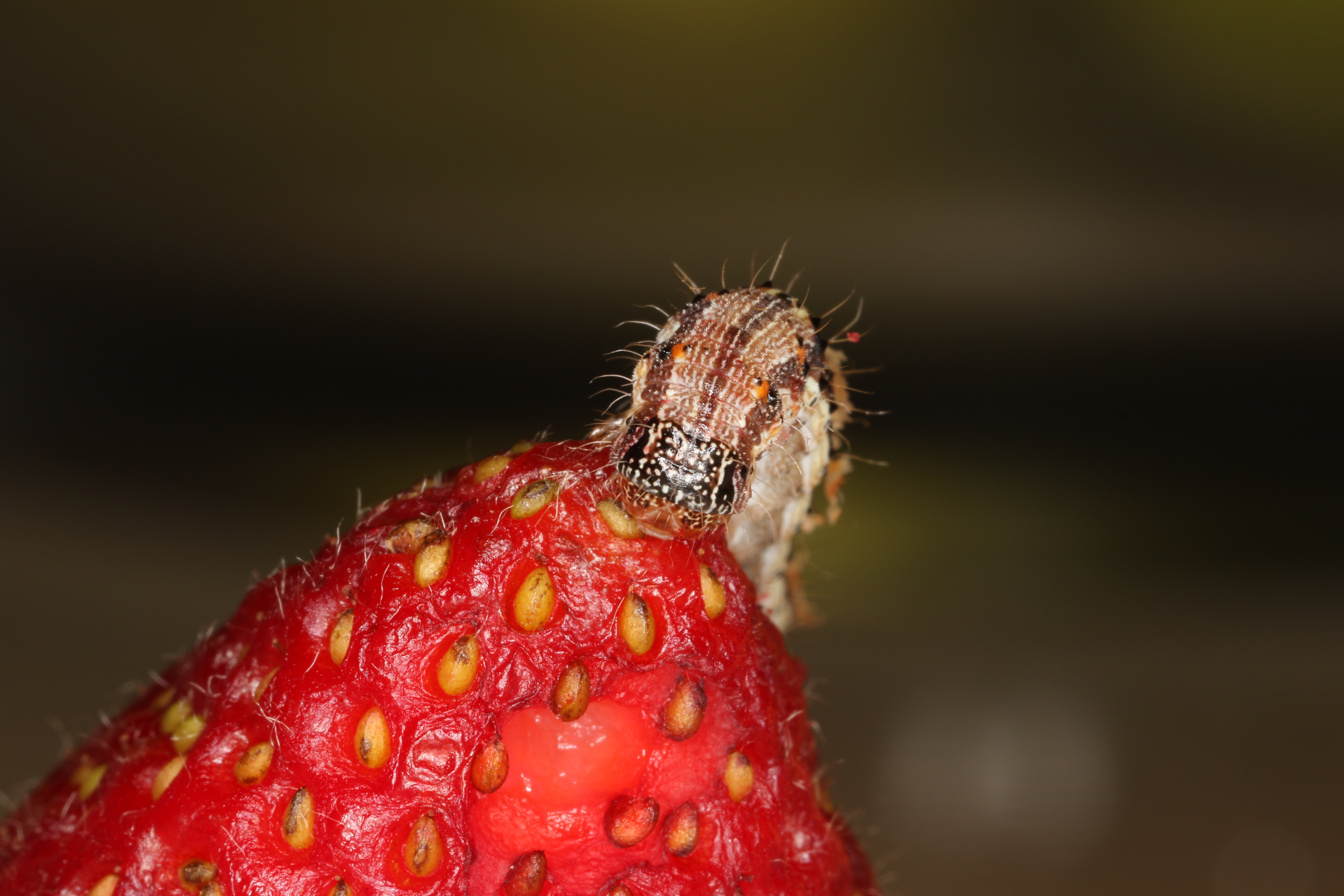
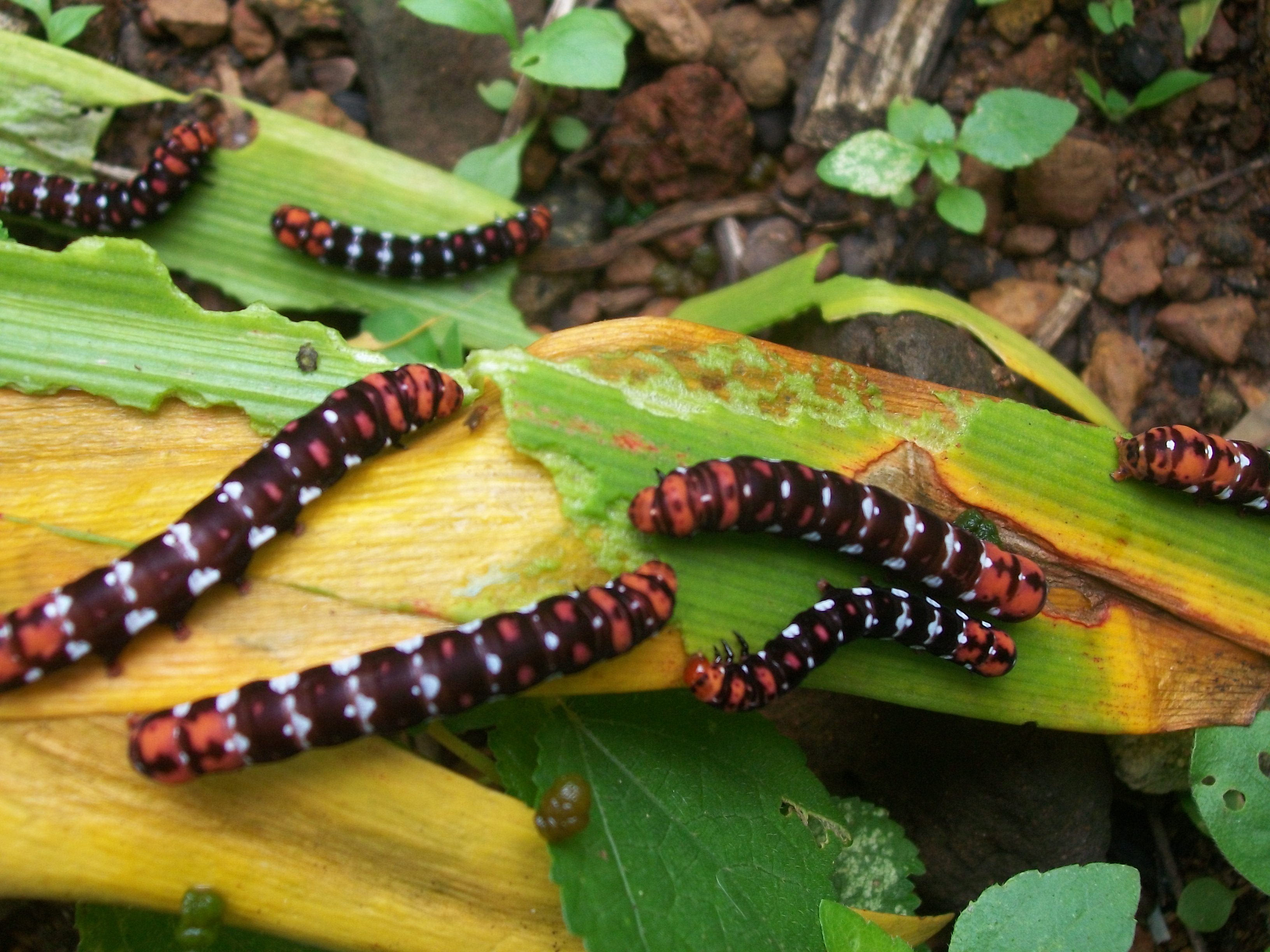

- 日中訪花する Heliothis viriplaca
ドイツ
- マルーラの果実から吸汁する Eudocima materna
南アフリカ
- イチゴの偽果を摂食するオオタバコガ Helicoverpa armigera
オーストラリア
- アマリリスの葉を摂食する Polytela gloriosae
インド

## 人との関係
代表的な種もあわせて紹介する

### 農業
植食性の昆虫のため、穀物や野菜、果樹、園芸植物といった人間が栽培する植物を餌として利用する（食害する）種は農業害虫として扱われる。本科には農業上重要な害虫とされる種が複数含まれる。

#### 幼虫
幼虫が農業害虫となる種のなかで代表的なものは以下のとおりである。

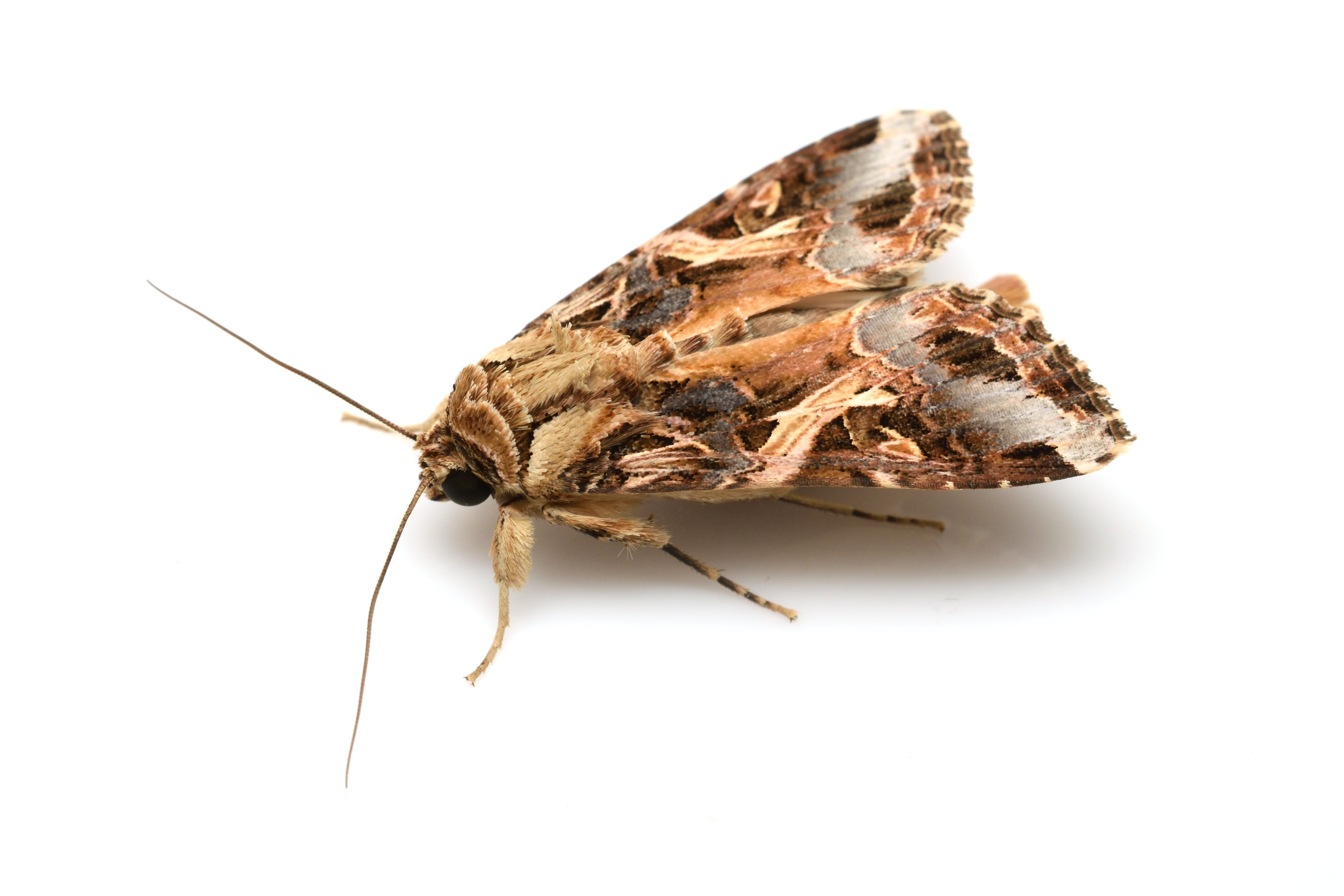
ハスモンヨトウ S. litura 成虫

- ウリキンウワバ Anadevidia peponis
- オオタバコガ Helicoverpa armigera
- スポドプテラ属 Spodoptera
  - ハスモンヨトウ S. litura
  - アフリカシロナヨトウ S. exempta
  - ツマジロクサヨトウ S. frugiperda
- ヨトウガ Mamestra brassicae
- アワヨトウ Mythimna separata
- タマナヤガ Agrotis ipsilon
- カブラヤガ Agrotis segetum

#### 成虫
また、成虫が農業害虫として扱われる例もある。成虫が果物から吸汁することで果実を食害する種が好例で、このような生態が知られる種は「吸蛾類」と呼ばれる。
吸蛾類の代表的な種や族は以下のとおりである。
- エグリバ族 Calpini
  - ウスエグリバ Calyptra thalictri
  - ヒメエグリバ Oraesia emarginata
  - アケビコノハ Eudocima tyrannus
- ムクゲコノハ Thyas juno

### 利用
オーストラリアに分布するBogong mothと呼ばれる Agrotis infusaは、数十万頭規模の集団が季節に応じて長距離の渡りを行うことで知られている。オーストラリア南東部のアボリジニの部族は古くからこの季節消長を認識しており、越夏のために高山の草原地帯に渡る本種の集団に追随し、夏の間本種を主要な食料としていた。この文化はすくなくとも1600～2000年前には既に存在していたことが考古学的証拠から示されているが、一方でヨーロッパ人による植民地化により19世紀には一旦途絶し、20世紀に入り再開されたことがわかっている。

### その他
昆虫採集の対象となる。特に、美麗な後翅を持つカトカラ属 Catocala は認知度が高い。

## 分類
本記事では基本的に、岸田 (2011)および神保 (2020)で採用されている分類体系を採用している。ここではこの体系に基づき、下位分類である亜科のうち日本で分布が確認されているものを和名とともに列挙する。

### 日本に分布するヤガ科の亜科
- テンクロアツバ亜科 Rivulinae
- ムラサキアツバ亜科 Boletobiinae
- （亜科所属不明 Subfamily incertae sedis）- 5属
- ミジンアツバ亜科 Hypenodinae
- ホソコヤガ亜科 Araeopteroninae
- ベニコヤガ亜科 Eublemminae
- アツバ亜科 Hypeninae
- ベニスジアツバ亜科 Phytometrinae
- カギアツバ亜科 Aventiinae
- ツマキリアツバ亜科 Pangraptinae
- クルマアツバ亜科 Herminiinae
- トモエガ亜科 Erebinae
- エグリバ亜科 Calpinae
- シタバガ亜科 Catocalinae
- ホソヤガ亜科 Stictopterinae
- フサヤガ亜科 Euteliinae
- キンウワバ亜科 Plusiinae
- スジコヤガ亜科 Eustrotiinae
- アオイガ亜科 Bagisarinae
- キマダラコヤガ亜科 Acontiinae
- ナカジロシタバ亜科 Aediinae
- ウスベリケンモン亜科 Pantheinae
- ナナメヒメヨトウ亜科 Balsinae
- ケンモンヤガ亜科 Acronictinae
- ノシメコヤガ亜科 Sinocharinae
- アミメケンモン亜科 Lophonyctinae
- トラガ亜科 Agaristinae
- セダカモクメ亜科 Cuculliinae
- ツメヨトウ亜科 Oncocnemidinae
- カラスヨトウ亜科 Amphipyrinae
- モクメキリガ亜科 Psaphidinae
- タバコガ亜科 Heliothinae
- ヒメヨトウ亜科 Condicinae
- ツマキリヨトウ亜科 Eriopinae
- キノコヨトウ亜科 Bryophilinae
- キリガ亜科 Xyleninae
- ヨトウガ亜科 Hadeninae
- モンヤガ亜科 Noctuinae

### Erebidae科について
本科の上位分類であるヤガ上科に関しては、近年の分子系統学の発展も手伝ってさまざまな分類体系が提唱されている。なかでも本科は議論の的となっており、伝統的に認められてきた亜科の多くに関して単系統性に疑義が呈されるなどして、近年の本科の下位分類は流動的かつ不安定となっているのが現状である。最近の分類体系を採用するにあたり、本科にとって最も影響の大きい下位分類の変更点はErebidae科の設置である。たとえばZahiri et al. (2011)は分子系統解析に基づき、シタバガ亜科などの複数の亜科の多系統性を指摘し、Zahiri 
(2012) では以下の18亜科を Erebidae 科に含めている。
Erebidae 科は日本ではまだ一般的な分類ではなく学名をそのまま用いる場合もあるが、和名として「トモエガ科」を用いる例が散見される。ここでは、特記のないかぎり、上述の岸田 (2011)および神保 (2020)の体系において同名の亜科が認められている場合のみ、和名を併記する。

#### Erebidae科の亜科[5]

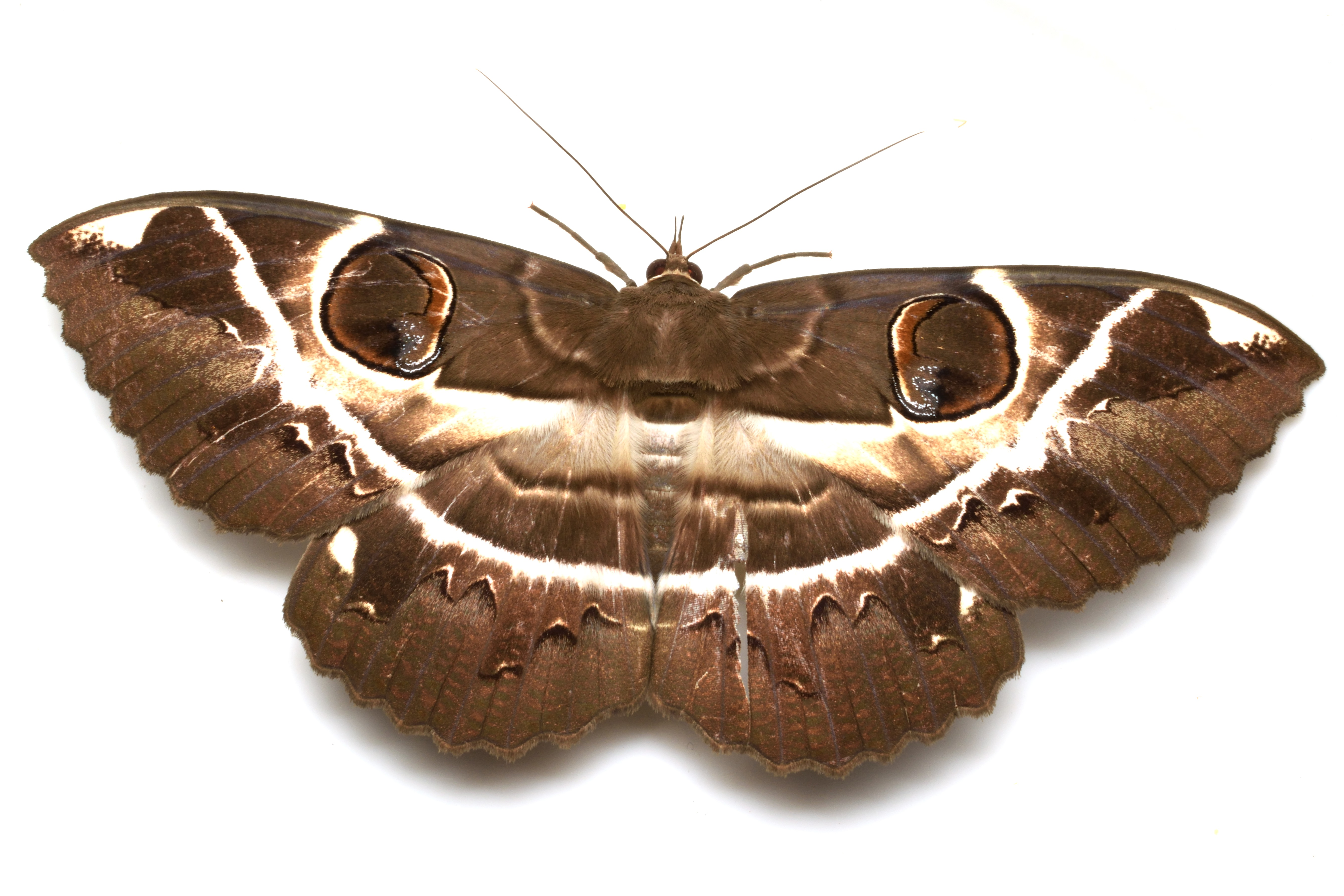
オオトモエ 成虫

- Scoliopteryginae亜科
- テンクロアツバ亜科 Rivulinae
- Anobinae亜科
- アツバ亜科 Hypeninae
- Lymantriinae亜科[注釈 1]
- ツマキリアツバ亜科 Pangraptinae
- クルマアツバ亜科 Herminiinae
- Aganainae亜科 [注釈 2]
- Arctiinae亜科 [注釈 3]
- エグリバ亜科 Calpinae
- Hypocalinae亜科
- Eulepidotinae亜科
- Toxocampinae亜科
- Tinoliinae亜科
- Scolecocampinae亜科
- ミジンアツバ亜科 Hypenodinae
- ムラサキアツバ亜科 Boletobiinae
- トモエガ亜科 Erebinae